# Катаеб
Партията Катаеб, известна още като Фалангата, е ливанска политическа партия, основана първоначално като маронитско националистическо младежко движение през 1936 от Пиер Жемаел. Партията играе важна роля в Ливанската война (1975-90). Западаща през 80-те и 90-те партията бавно набира сили от началото на 2000 г. Сега е част от парламентарното мнозинство, коалицията 14 март, противници на алианса воден от Хизбула и Свободното патриотично движение.

## Имена
Ливанската социална демократична партия е още позната като Phalanges Libanaises на френски език или Катаеб (الكتائب اللبنانية) на арабски. Катаеб е множествено число за Катиба, което е превод на арабски на гръцката дума Phalanx – „батальон“ – оттук произлиза и испанският термин Falange.